# R Coronae Borealis
R Coronae Borealis (R CrB) es una estrella supergigante amarilla en la constelación de Corona Boreal, prototipo de un tipo de estrellas variables que llevan su nombre. La propia R Coronae Borealis es una estrella cuya magnitud aparente normal es +5,89, pero en ciclos que van desde varios meses a muchos años, su brillo se atenúa hasta magnitud 14. Por ello se la ha llamado «Estrella menguante» o «Nova reversible».

## Características
R Coronae Borealis es unas 10 000 veces más luminosa que el Sol —esta cifra es sólo aproximada ya que no se conoce con exactitud la distancia a la que se encuentra— y tiene una temperatura superficial de 5000 - 5500 K.
Su radio es unas 100 veces más grande que el radio solar pero su masa es de sólo 0,8 masas solares.
El espectro de R Coronae Borealis revela sólo trazas de hidrógeno, lo que lleva a pensar que sus actuales capas externas están formadas fundamentalmente de helio y que la estrella expulsó su capa externa de hidrógeno originaria hace tiempo.
Apoya esta idea el hecho de que R Coronae Borealis sea especialmente rica en carbono, elemento resultante de la fusión nuclear del helio.
Su elevada luminosidad conduce a una acusada pérdida de masa, unas 100.000 veces superior a la experimentada por el Sol debido al viento solar.

## Variabilidad
La variabilidad de R Coronae Borealis fue descubierta hace poco más de 200 años por el astrónomo Edward Pigott.
Se cree que el peculiar comportamiento de R Coronae Borealis se debe a la acumulación de polvo de carbono en la atmósfera de la estrella. La súbita caída en la luminosidad puede ser producida por la rápida condensación de polvo, que hace que una gran cantidad de luz no pueda salir.
En determinados momentos estaríamos observando no la estrella en sí sino la envoltura de polvo interna que la rodea, cuya temperatura es ligeramente inferior a 900 K; dicha envoltura comienza a unos 100 radios estelares y tiene aproximadamente 25 años luz de diámetro.
La vuelta gradual al brillo normal sería el resultado de la dispersión de dicho polvo por la presión de radiación.

## Origen de las estrellas R Coronae Borealis
Existen dos teorías distintas para explicar el origen de esta clase de estrellas.
La primera de ellas sostiene que durante la evolución hacia una enana blanca ordinaria, en el profundo interior estelar se produce una violenta fusión de helio que expande las capas externas a proporciones de supergigante.
La segunda teoría afirma que estas estrellas son el resultado de la fusión de dos enanas blancas de un sistema binario.
Ambas teorías implican la expansión de enanas blancas a la fase de supergigante.
Se piensa que en la vida de una estrella esta etapa es muy corta, del orden de 1000 años, ya que son muy pocas las estrellas de este tipo que se conocen.